# Euproctis suarezia
Euproctis suarezia är en fjärilsart som beskrevs av Paul Mabille 1897. Euproctis suarezia ingår i släktet Euproctis och familjen tofsspinnare. Inga underarter finns listade i Catalogue of Life.